# XL Recordings

Logo des Labels

XL Recordings ist ein 1989 von Tim Palmer und Nick Halkes gegründetes britisches Independent-Label. Es wurde ursprünglich als Ableger des Labels Beggars Banquet für Dance- und Rave-Musik gegründet.
Durch Interpreten und Acts wie The Prodigy und SL2 wurde XL schon Anfang der 1990er Jahre sehr erfolgreich.
Seit Ende der 1990er Jahre sind weitere Genres, wie Freak-Folk, Alternative-Rock und Hip-Hop auf dem Label vertreten, durch Künstler, wie z. B. Lemon Jelly, Adele, Devendra Banhart, Basement Jaxx, The White Stripes, Peaches, Dizzee Rascal, M.I.A., Ratatat, Tapes ’n Tapes, Cajun Dance Party, Be your own PET und RJD2.
Thom Yorke von Radiohead veröffentlichte sein erstes Soloalbum The Eraser im Juli 2006 bei XL Recordings. Nachdem Radiohead ihr Album In Rainbows im Oktober 2007 vorerst nur als Download veröffentlichten, unterzeichneten sie im November ebenfalls einen Vertrag mit XL Recordings.
Im Oktober 2012 teilte das Label mit, dass das Album 21 von Adele bis dato 18 Millionen Mal verkauft wurde und dass XL dadurch 2011 einen Umsatz von 181 Mio. US-Dollar (2010: 36 Mio.) machte.
Im Juni 2019 veröffentlichte XL mit Leak 04-13 (Bait Ones) das Debüt-Album von Jai Paul, das aufgrund eines Leaks im Jahr 2013 nicht offiziell erschienen war, sowie Pauls erste Single seit dem Leak.